# Hvozdivka, Berezivka
Hvozdivka (în ucraineană Гвоздівка) este un sat în comuna Mîkolaiivka din raionul Berezivka, regiunea Odesa, Ucraina.

## Demografie
Componența lingvistică a localității Hvozdivka
     Ucraineană (89,24%)
     Română (8,54%)
     Rusă (2,22%)
Conform recensământului din 2001, majoritatea populației localității Hvozdivka era vorbitoare de ucraineană (89,24%), existând în minoritate și vorbitori de română (8,54%) și rusă (2,22%).